# ソリン・ギオネア
ソリン・ギオネア（Sorin Ghionea、1979年5月11日 - ）は、ルーマニア・ガラツィ出身のサッカー選手。元ルーマニア代表。ポジションはディフェンダー（センターバック）。

## 経歴
1997年、地元のFCMドゥナレア・ガラツィでプロデビュー。2002年3月27日のウクライナとの親善試合でA代表デビュー。そして同年7月に名門ステアウア・ブカレストに完全移籍した。2007年2月25日のFCM UTAアラド戦では左膝を負傷し、長期離脱を余儀なくされたが、翌年2月に回復し、EURO2008のエントリーメンバーに選出された。
2010年1月20日、FCロストフへ移籍するも、2011年2月7日、双方の合意でロストフとの契約を解除。2日後の9日に母国のFCポリテフニカ・ティミショアラと半年間の契約を結んだ。

## 所属クラブ
- FCMドゥナレア・ガラツィ 1997-1998
- FCオツェルル・ガラツィ 1998-2002
- FCステアウア・ブカレスト 2002-2010

→ FCオツェルル・ガラツィ 2003-2004 (loan)
- FCロストフ 2010
- FCポリテフニカ・ティミショアラ 2011
- FCMトゥルグ・ムレシュ 2011-2012
- CSコンコルディア・キアジナ 2012-2013
- FCヴィトルル・コンスタンツァ 2013

## タイトル

### クラブ
ステアウア・ブカレスト
- ディヴィジアA: 2004-05, 2005-06
- スーペルクパ・ロムニエイ: 2006